# Yamaha MT-125
La Yamaha MT-125 è una motocicletta di tipo naked prodotta dalla casa motociclistica giapponese Yamaha dal 2014.

## Profilo e descrizione
La “MT” (acronimo che sta per Master of Torque)  è stata introdotta sul mercato nel maggio 2014. Un anno più tardi è stato reso disponibile come optional il sistema ABS. A fine 2019 ha subito un profondo restyling, che esteticamente riprende gli altri modelli MT, caratterizzato da una nuova fanaleria anteriore a LED.
Nel giugno 2023 viene sottoposta ad un secondo restyling.

## Meccanica e tecnica
Il motore della MT-125 è un monocilindrico quattro tempi frontemarcia da 124 cm³ che eroga 11 kW (15 CV) e soddisfa lo standard Euro 4 (e successivamente agli aggiornamenti anche Euro 5). La distribuzione è affidata a 4 valvole comandate da un singolo albero a camme. Dispone inoltre del sistema di fasatura variabile delle valvole (VVA), che aumenta le prestazioni e i giri del motore fino a 7400 giri/min. Il motore ha un airbox da 5,5 litri e un corpo farfallato da 30 mm di diametro. La sezione trasversale della testata è ovale anziché rotonda. La potenza di 11 kW viene erogata a 9000 giri al minuto e la coppia massima di 11,5 Nm a 8000 giri al minuto, venendo gestita tramite un cambio manuale sequenziale a sei marce. Il costruttore dichiara un consumo di carburante di 2,1 l/100 km ed emissioni di CO2 di 49 g/km. 
Il telaio è un delta box in acciaio coadiuvato all'anteriore da una forcella telescopica a steli rovesciati da 41 mm con un'escursione di 130 mm e al posteriore un forcellone in alluminio. Il sistema frenante è composta da un freno a disco singolo da 292 mm nella parte anteriore e da 220 mm nella parte posteriore. 

## Caratteristiche tecniche
|                                                    |                                                                                                |                                                                                                |                                                                                                |                                                                                                |                                                                                                |
| Dimensioni e pesi                                  |                                                                                                |                                                                                                |                                                                                                |                                                                                                |                                                                                                |
| Interasse:                                         | Interasse:                                                                                     | Massa a vuoto:                                                                                 | Massa a vuoto:                                                                                 | Serbatoio: 15 l                                                                                | Serbatoio: 15 l                                                                                |
| Meccanica                                          |                                                                                                |                                                                                                |                                                                                                |                                                                                                |                                                                                                |
| Tipo motore: 4 tempi, monocilindrico               | Tipo motore: 4 tempi, monocilindrico                                                           | Tipo motore: 4 tempi, monocilindrico                                                           | Tipo motore: 4 tempi, monocilindrico                                                           | Raffreddamento: a liquido                                                                      | Raffreddamento: a liquido                                                                      |
| Cilindrata                                         | 124 cm³                                                                                        | 124 cm³                                                                                        | 124 cm³                                                                                        | 124 cm³                                                                                        | 124 cm³                                                                                        |
| Distribuzione: SOHC a quattro valvole per cilindro | Distribuzione: SOHC a quattro valvole per cilindro                                             | Distribuzione: SOHC a quattro valvole per cilindro                                             | Alimentazione: Iniezione elettronica                                                           | Alimentazione: Iniezione elettronica                                                           | Alimentazione: Iniezione elettronica                                                           |
| Frizione: multidisco in bagno d'olio               | Frizione: multidisco in bagno d'olio                                                           | Frizione: multidisco in bagno d'olio                                                           | Cambio: sequenziale a 6 marce (sempre in presa)                                                | Cambio: sequenziale a 6 marce (sempre in presa)                                                | Cambio: sequenziale a 6 marce (sempre in presa)                                                |
| Trasmissione                                       | a catena                                                                                       | a catena                                                                                       | a catena                                                                                       | a catena                                                                                       | a catena                                                                                       |
| Avviamento                                         | elettrico                                                                                      | elettrico                                                                                      | elettrico                                                                                      | elettrico                                                                                      | elettrico                                                                                      |
| Ciclistica                                         |                                                                                                |                                                                                                |                                                                                                |                                                                                                |                                                                                                |
| Sospensioni                                        | Anteriore: Forcella telescopica steli rovesciati / Posteriore: Monoammortizzatore              | Anteriore: Forcella telescopica steli rovesciati / Posteriore: Monoammortizzatore              | Anteriore: Forcella telescopica steli rovesciati / Posteriore: Monoammortizzatore              | Anteriore: Forcella telescopica steli rovesciati / Posteriore: Monoammortizzatore              | Anteriore: Forcella telescopica steli rovesciati / Posteriore: Monoammortizzatore              |
| Freni                                              | Anteriore: freno a disco singolo a margherita / Posteriore: freno a disco singolo a margherita | Anteriore: freno a disco singolo a margherita / Posteriore: freno a disco singolo a margherita | Anteriore: freno a disco singolo a margherita / Posteriore: freno a disco singolo a margherita | Anteriore: freno a disco singolo a margherita / Posteriore: freno a disco singolo a margherita | Anteriore: freno a disco singolo a margherita / Posteriore: freno a disco singolo a margherita |
| Fonte dei dati:                                    |                                                                                                |                                                                                                |                                                                                                |                                                                                                |                                                                                                |